# Cantón de Hendaya-Costa Vasca-Sur
El cantón de Hendaya-Costa Vasca-Sur (10) (en francés: «Hendaye-Côte Basque-Sud»), es una división administrativa francesa del departamento de los Pirineos Atlánticos creado por Decreto N.º 2014-148, Art. 11 del 25 de febrero de 2014 y que entró en vigor el 22 de marzo de 2015, con las primeras elecciones departamentales posteriores a la publicación de dicho decreto.

## Historia
Con la aplicación de dicho Decreto, los cantones de Pirineos Atlánticos pasaron de 52 a 27.
El cantón está formado por tres de las cuatro comunas del anterior cantón de Hendaya.
La capital (Bureau centralisateur) está en Hendaya.

## Composición
El cantón de Hendaya-Costa Vasca-Sur  comprende las tres comunas siguientes:
| Comunas  | Código INSEE | Superficie (km²) | Población (2012) | Densidad (hab/km²) | Distrito | Cantón anterior |
| -------- | ------------ | ---------------- | ---------------- | ------------------ | -------- | --------------- |
| Biriatou | 64130        | 11,04            | 1140             | 103                | Bayona   | Hendaya         |
| Hendaya  | 64260        | 7,95             | 16759            | 2108               | Bayona   | Hendaya         |
| Urruña   | 64545        | 50,57            | 9218             | 182                | Bayona   | Hendaya         |

En 2015, la población total del nuevo cantón era de 27 220 habitantes.